# Bauernsee (Grünheide)
Der Bauernsee ist ein 41 Hektar umfassendes Gewässer östlich von Kagel, einem Ortsteil der brandenburgischen Gemeinde Grünheide im Landkreis Oder-Spree.
Der von Südwest nach Nordost langgestreckte See ist Teil einer vierteiligen Seenkette, die vom Lichtenower Mühlenfließ durchströmt, über die Löcknitz in die Spree entwässert. Wie die gesamte Seenkette, war der Bauernsee im Mittelalter im Besitz des Klosters Zinna. Sein Name weist darauf hin, dass das Gewässer im Gegensatz zu den übrigen Seen von Bauern frei genutzt werden durfte.

## Lage und Geomorphologie
| \| \|                                                  |
| Löcknitz-Stöbber-Rinne; Bauernsee mit hellblauer Marke |
|                                                        |

Das Gewässer ist Teil der Seenkette (von Südwest nach Nordost) Elsensee → Baberowsee → Bauernsee → Liebenberger See, die über ihr nördlichstes Glied, den Liebenberger See, in die Löcknitz entwässert. Die Löcknitz fließt östlich parallel zu den Seen und mündet im Berliner Urstromtal in die Spree. Die Löcknitz entspringt nordöstlich der Seenkette in einem Tümpel bei Forsthaus Bienenwerder und durchströmt dann den Maxsee. Die Seenkette gehört zu der Buckower Rinne (auch: Löcknitz-Stobber-Rinne), einer glazialen Schmelzwasserrinne, die sich in den letzten beiden Phasen der Weichsel-Eiszeit zwischen dem von Toteis gefüllten Oderbruch und dem Berliner Urstromtal (heutiges Spreetal) herausgebildet hat und die Barnimplatte von der Lebuser Platte trennt. Diese rund 30 Kilometer lange und zwei bis sechs Kilometer breite Rinne entwässert vom Niedermoor- und Quellgebiet Rotes Luch über den Stöbber nach Nordosten zur Oder und über Stöbberbach/Löcknitz nach Südwesten zur Spree. Südlich schließt sich die Grünheider Seenkette aus Möllensee, Peetzsee und Werlsee an, die der Neuen Löcknitz (Löcknitzkanal) zufließt.
Der Bauernsee liegt wie die benachbarten Seen auf einer Höhe von 38,6 Metern über Normalhöhennull. Seine Fläche beträgt 41 Hektar. Die mittlere Tiefe beträgt 2,5 Meter, die maximale Tiefe 3,5 Meter. Das Gewässer hat eine Länge von rund 2300 und eine Breite von rund 820 Metern.

## Flora und Fauna
In weiten Teilen umzieht das Gewässer ein dichter Schilfgürtel. In dem Gebiet kommen die nach der Bundesartenschutzverordnung (BArtSchV) in Deutschland besonders geschützten Leberblümchen vor. Unter den Sumpf- und Wasserpflanzen stechen mehrjährige und  krautige Pfeilkräuter hervor. Auf moorigem Grund findet sich vereinzelt die Blume des Jahres 1992, der Rundblättrige Sonnentau, den die Rote Liste Brandenburgs als gefährdet einstuft. Der See ist Jagdrevier des Eisvogels, zweimal Vogel des Jahres in Deutschland und 2006 Vogel des Jahres in der Schweiz. Der Vogel ist gemäß § 10 Abs. 2 Nr. 5 und Nr. 11 BNatSchG eine in Deutschland streng geschützte Art. Auch Graureiher finden am Bauernsee ihren passenden Lebensraum mit Flachwasserzonen und Wiesenflächen.
In den 1990er-Jahren wurde am Abfluss des benachbarten und unmittelbar mit dem Bauernsee verbundenen Liebenberger Sees eine Fischtreppe errichtet, um den Zugang zu der Seenkette für wandernde Fischarten wieder passierbar zu machen. Diese Treppe am Bundesleistungszentrum Kienbaum wurde 2010 durch den Wasser- und Landschaftspflegeverband neu gebaut. Die neue Anlage verfügt teilweise über Sohlgleiten und je dreizehn Wasserbecken und Stufen, an denen die Fische je zehn Zentimeter überwinden. Während der Bauzeit sollen die Fische im Tosbecken gewissermaßen „Schlange gestanden“ haben, um in die Seen zu gelangen. In den Seen kommen die laut Roter Liste in Brandenburg zurückgehenden Aale, Zander und Welse vor. Im Jahr 2006 wurden am Fischaufstieg zum Liebenberger See zudem folgende Fischarten nachgewiesen: Plötze, Blei, Hasel, Schleie, Kaulbarsch, Ukelei, Hecht, Güster, Döbel und Giebel.

## Geschichte
Der See steht heute vollständig unter der Verwaltung der BVVG Bodenverwertungs- und -verwaltungs GmbH, ein Unternehmen der Bundesrepublik Deutschland für die Verwaltung, Verpachtung und den Verkauf von land- und forstwirtschaftlichen Flächen auf dem Gebiet der neuen Bundesländer.

### Ersterwähnungen und Namensgebung

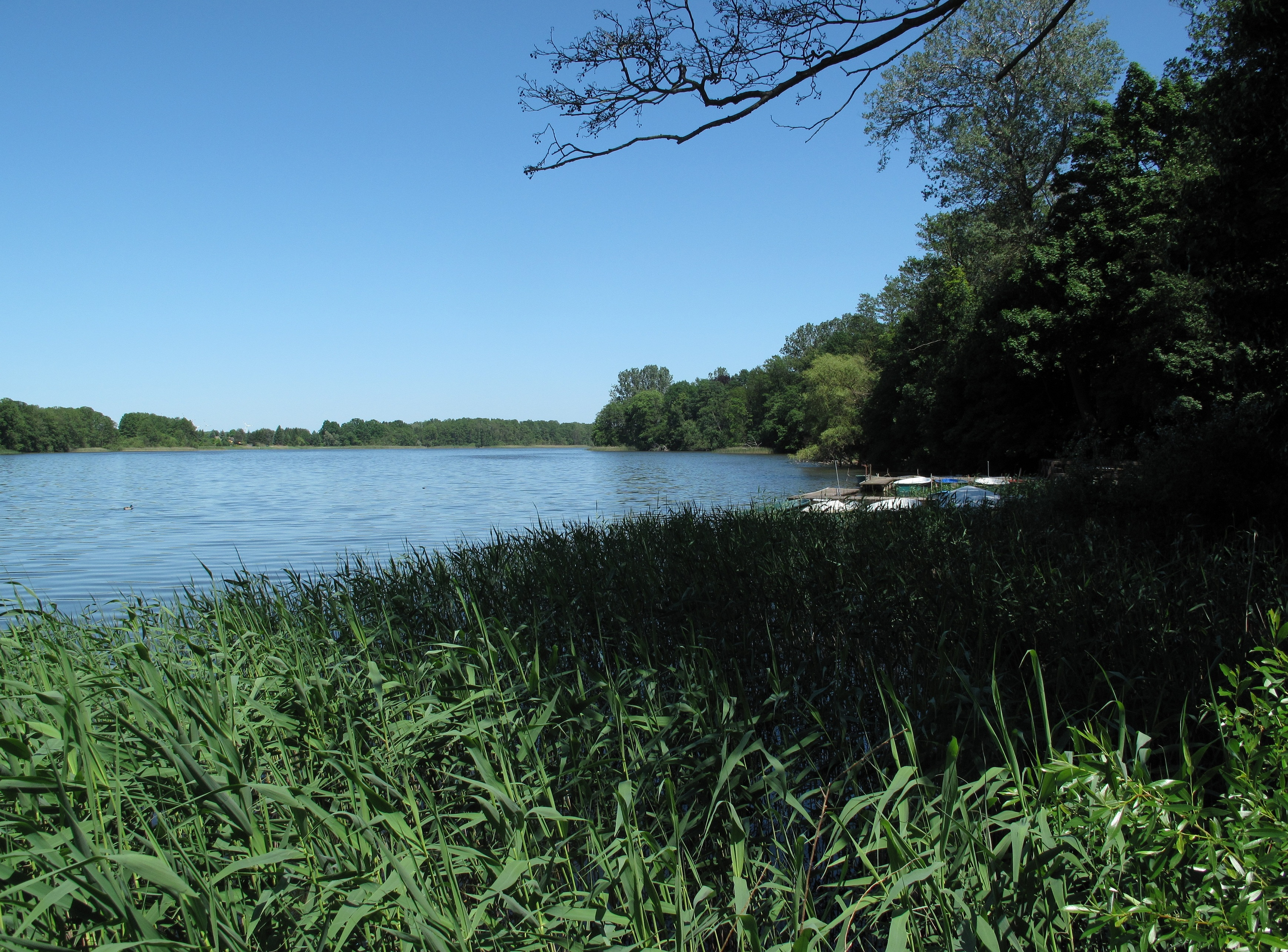
Blick vom Südufer nach Nordost

Der See wurde, soweit bekannt, erstmals 1471 im Landbuch des Zisterzienser Klosters Zinna mit dem Eintrag auf der pauren sehe schriftlich erwähnt. 1574 war er im Erbregister von Rüdersdorf als Der Bursehe verzeichnet. Während der benachbarte Baberowsee seinen Namen aus der slawischen Siedlungszeit bewahrt hat, ist der slawische Name des Bauernsees nicht bekannt. Die deutsche Namensgebung Bauernsee weist laut Brandenburgischem Namenbuch auf Besitz oder Nutzung von Bauern hin im Unterschied zu herrschaftlichem Besitz.

### Klosterbesitz und Kageler Seenpass
Wie sämtliche Grünheider Seen und Gebiete war auch der Bauernsee von der Mitte des 13. Jahrhunderts bis zur Säkularisation im Besitz des bei Jüterbog gelegenen Klosters Zinna. Kagel machten die Zisterziensermönche zu einer Art Stützpunkt und bauten am Ufer des Baberowsees ein sogenanntes Feldkloster. Mit ihren großräumigen wasserwirtschaftlichen und wasserbaulichen Maßnahmen, die den Bau zahlreicher Wassermühlen an den Fließen und Seeabläufen einschlossen, trugen die Mönche erheblich zur Entwicklung und Aufsiedlung der Mark während der Deutschen Ostsiedlung bei. Über den sogenannten Kageler „Seenpass“ zwischen dem Baberow- und Bauernsee und über den „Löcknitzpass“ in Liebenberg verlief die Handelsstraße von Berlin nach Lebus und Frankfurt/Oder.

### Jagdschloss Kahlbaum und heutige Umgebung
Am Bauernsee erbaute der Chemiefabrikant und Kommerzienrat Johannes Kahlbaum 1902 ein Jagdschloss für sich und seine Familie. Kahlbaum (* 24. Juli 1851 in Berlin, † 15. August 1909 in Adlershof) war Inhaber der Berliner Chemischen Fabrik C.A.F. Kahlbaum, die 1859 aus der von Carl August Ferdinand Kahlbaum gegründeten Spritreinigungsanstalt und Likörfabrik und späteren Spritreinigungsanstalt C.A.F. Kahlbaum GmbH hervorgegangen war und 1927 mit Schering fusionierte. Bei dem Bau sollen die letzten riesigen Feldsteine des Kageler Klosters ihren Platz in einer künstlichen Grotte im Park des Schlosses gefunden haben. Nach dem Ersten Weltkrieg verkauften die Kahlbaum-Erben das Schloss an den Großhändler Heinrichs. Nach dem Zweiten Weltkrieg wurde das Schloss zum Abriss freigegeben. Nur das Wirtschaftsgebäude blieb stehen und wurde in der DDR-Zeit vom VEB Messelektronik Berlin (1990 Neugründung als MEB Messelektronik Berlin GmbH) als Kinderferienlager genutzt. Nach der Wende 1990 blieb das Gebäude ungenutzt und wurde durch Vandalismus beschädigt.
Der See ist nahezu unbebaut, lediglich am Südwestende reicht eine Siedlung Kagels bis fast an das Ufer heran. Am Südwestufer befinden sich einige Datschen und ein kleiner Badestrand. Ansonsten ist der See von Offengelände, im nordwestlichen Bereich von einem kleinen Waldsaum und zum Teil von landwirtschaftlichen Nutzflächen der Kranichsberger Agrargesellschaft umgeben. Die in Kagel ansässige Gesellschaft hat am Nordwestufer ein ausgedehntes Gelände und betreibt vornehmlich Rinder- und Milchviehhaltung.